# Scytodes socialis
Scytodes socialis là một loài nhện trong họ Scytodidae.
Loài này thuộc chi Scytodes. Scytodes socialis được František Miller miêu tả năm 2006.